# Glee: The Music, Volume 2
Glee: The Music, Volume 2 é um álbum de trilha sonora da série americana Glee, que contém canções apresentadas entre o nono e o décimo terceiro episódio da primeira temporada da série. O álbum foi lançado em 4 de dezembro de 2009 nos Estados Unidos, e foi certificado Platina no Canadá e na Austrália, além de Ouro nos Estados Unidos e no Reino Unido.

## Faixas
| N.º | Título                                      | Compositor(es)                                          | Artista original                          | Duração |  |
| 1.  | "Proud Mary"                                | John Fogerty                                            | Creedence Clearwater Revival              | 3:43    |  |
| 2.  | "Endless Love"                              | Lionel Richie                                           | Diana Ross e Lionel Richie                | 4:25    |  |
| 3.  | "I'll Stand by You"                         | Chrissie Hynde, Tom Kelly, Billy Steinberg              | The Pretenders                            | 3:51    |  |
| 4.  | "Don't Stand So Close to Me" / "Young Girl" | Sting / Jerry Fuller                                    | The Police / Gary Puckett & The Union Gap | 2:28    |  |
| 5.  | "Crush"                                     | Andy Goldmark, Mark Muller, Berny Cosgrove, Kevin Clark | Jennifer Paige                            | 3:23    |  |
| 6.  | "(You're) Having My Baby"                   | Paul Anka                                               | Paul Anka e Odia Coates                   | 2:47    |  |
| 7.  | "Lean on Me"                                | Bill Withers                                            | Bill Withers                              | 4:17    |  |
| 8.  | "Don't Make Me Over"                        | Burt Bacharach, Hal David                               | Dionne Warwick                            | 3:25    |  |
| 9.  | "Imagine"                                   | John Lennon                                             | John Lennon                               | 2:23    |  |
| 10. | "True Colors"                               | Tom Kelly, Billy Steinberg                              | Cyndi Lauper                              | 3:34    |  |
| 11. | "Jump"                                      | David Lee Roth                                          | Van Halen                                 | 3:57    |  |
| 12. | "Smile"                                     | Lily Allen, Iyiola Babalola, Darren Lewis               | Lily Allen                                | 3:14    |  |
| 13. | "Smile"                                     | Charlie Chaplin, John Turner, Geoffrey Parsons          | Charlie Chaplin                           | 3:01    |  |
| 14. | "And I Am Telling You I'm Not Going"        | Tom Eye, Henry Krieger                                  | Jennifer Hudson no musical Dreamgirls     | 4:06    |  |
| 15. | "Don't Rain on My Parade"                   | Jule Styne, Bob Merrill                                 | Barbra Streisand, no musical Funny Girl   | 2:47    |  |
| 16. | "You Can't Always Get What You Want"        | Mick Jagger, Keith Richards                             | The Rolling Stones                        | 3:27    |  |
| 17. | "My Life Would Suck Without You"            | Max Martin, Dr. Luke, Claude Kelly                      | Kelly Clarkson                            | 3:31    |  |

## Solos vocais
- Lea Michele (Rachel) - "Endless Love", "Crush", "Smile" (#12), "Smile" (#13), "Don't Rain on My Parade", "You Can't Always Get What You Want" e "My Life Would Suck Without You"
- Cory Monteith (Finn) - "I'll Stand by You", "(You're) Having My Baby", "Imagine", "Jump", "Smile" (#12), "Smile" (#13), "You Can't Always Get What You Want"
- Amber Riley (Mercedes) - 	"Proud Mary", "Lean on Me", "Don't Make Me Over", "Imagine", "Jump", "Smile" (#13) e 	"And I Am Telling You I'm Not Going"
- Kevin McHale (Artie) - "Proud Mary", "Lean on Me", "Imagine", "Jump" (#13)
- Jenna Ushkowitz (Tina) - "Proud Mary", "True Colors" e "My Life Would Suck Without You"
- Matthew Morrison (Will) - "Endless Love" e "Don't Stand So Close to Me" / "Young Girl"